# Азербайджанский театр

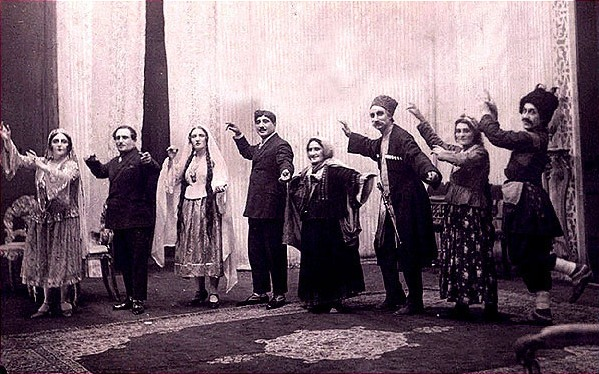
Сцена из комедии «Аршин мал алан» в Азербайджанском театре оперы и балета. Сезон 1928/29.

Азербайджанский театр (азерб. Azərbaycan teatrı) — театральное искусство азербайджанского народа.

## История
Истоки азербайджанского театрального искусства лежат в древнейших народных празднествах и плясках.

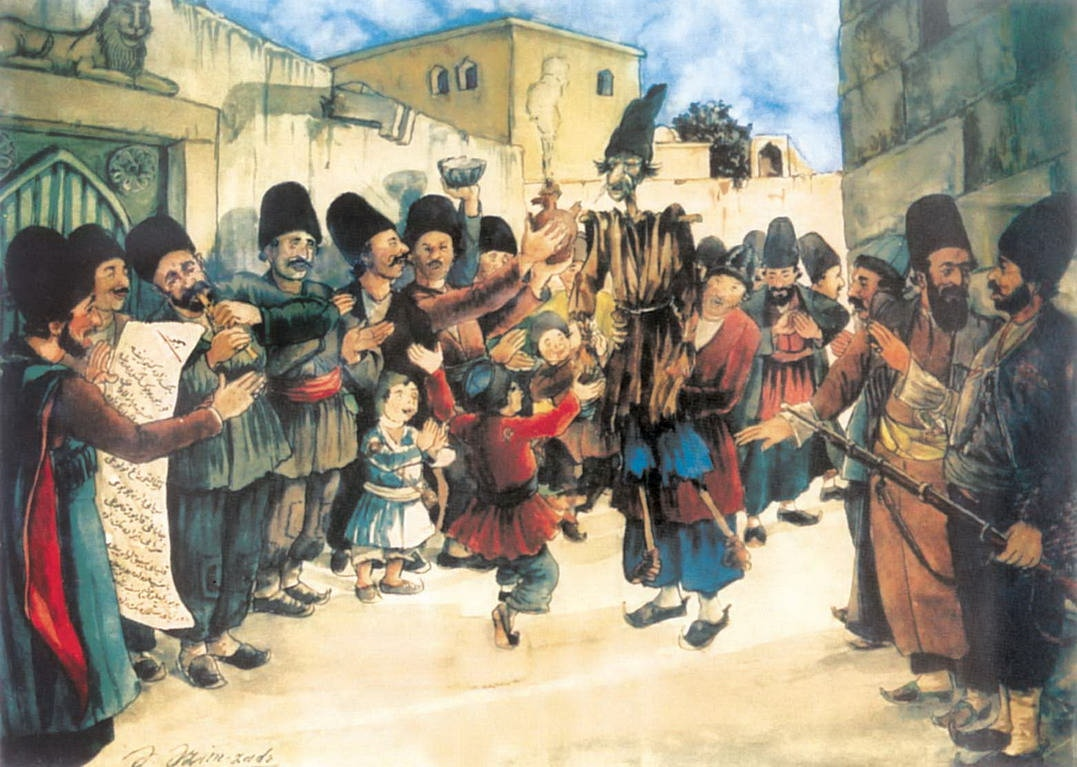
Народное представление «Кос-коса». Худ. А. Азимзаде, 1930.

Элементы театрального действия присутствуют во многих видах азербайджанского народного творчества — в играх («гизлянпач» — прятки, «кесалдыгач» — игра в поло), игровых песнях («кэпэнэк» — мотылёк, «бэновшэ» — фиалка), в свадебных обрядах («нишан» — обручение, «дуахгапма» — снятие вуали с лица невесты, «той» — свадьба), календарных празднествах («новруз» — наступление весны, «кэв-сэдж» — подготовка к зиме).
К первичным формам театральных представлений относят коллективный мужской танец «яллы», выступления скоморохов, кяндирбазов (канатоходцев), мухрадуздов и мухребазов, представления дервишей, «заклинателей» змей. Важную роль в становлении народного театра Азербайджана сыграли широко известные в народе театрализованные сцены «Коса-коса», «Каравелли», «Шах Селим», «Кечал пехлеван» («Лысый богатырь»), «Джейран-ханум» («Госпожа Джейран»), «Марал оюну» («Оленья игра»), «Деве оюну» («Верблюжья игра»), «Кафтаркос» («Гиена»), «Хан-хан» («Повелитель — судья»), «Тапдыг чобан» («Пастух Тапдыг»), «Тенбель гардаш» («Брат лентяй»).
В средние века широкое распространение получает религиозно-мистериальный театр. К таким представлениям относится театрализованный обряд «Шабих», который проводился обычно в траурный Мухаррам.

### Традиционный театр
Одним из популярных традиционных азербайджанских театров является килим-арасы («из-за ковра»), где разыгрываются сатирические сказки и анекдоты. Кукольник устраивается под ковром (килимом), свёрнутым особым способом и поддерживаемым двумя помощниками так, чтобы кукольника не было видно. Используются перчаточные и пальцевые куклы, причём для удобства они могут насаживаться на привязанные к пальцам исполнителя палочки размером с карандаш. Куклы также могут привязываться к коленям исполнителя (иногда по две куклы на колено). Представления проводятся под аккомпанемент музыкантов.

### Возникновение национального театра

#### Конец XIX—нач. XX вв

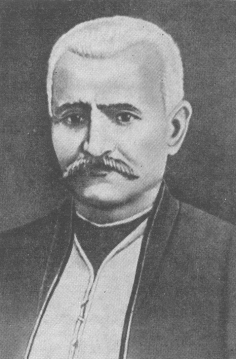
Мирза Фатали Ахундов

Азербайджанский театр европейского образца возник во второй половине XIX века на основе комедий первого азербайджанского драматурга, видного мыслителя и философа Мирзы Фатали Ахундова. Первый любительский театральный спектакль на азербайджанском языке был показан 10 (23) марта 1873 года в зале Бакинского благородного собрания. Инициаторами спектакля были педагог реальной гимназии Гасанбек Меликов-Зардаби) и ученик этой гимназии Наджаф-бек Везиров. На сцене Бакинского общественного собрания учащиеся реальной гимназии сыграли спектакль по пьесе М. Ф. Ахундова «Визирь Ленкоранского ханства». 17 апреля 1873 года в том же зале Бакинского общественного собрания был показан второй спектакль — другая комедия М. Ф. Ахундова «Гаджи Кара» («Приключения скряги»). После первых двух постановок представления приостановилась, и долгое время любительских спектаклей на азербайджанском языке в Баку не показывали. Зардаби был занят созданием газеты «Экинчи», а Наджафбек Везиров уехал учиться в Россию.
В 1883 году по инициативе азербайджанского миллионера Гаджи Зейналабдина Тагиева и на его средства в Баку был построен первый в городе театр; он получил название Тагиевского театра.
Открытие в Шуше в 1881 году реальной школы, в 1894 году — начальной женской школы, а также открытие музыковедом Харратом Гулу музыкальной школы и привлечение туда молодых певцов вызвало интерес к театру у местной интеллигенции. Так, с 1892 года в Шуше в дни летних каникул молодыми педагогами стали устраиваться любительские спектакли. В первые годы репертуар состоял из произведений М. Ф. Ахундова.

Газета «Новое обозрение» 4 (17) августа 1884 года писала: 
На днях молодые театралы-любители Шуши в третий раз показали спектакль на родном языке с благотворительными целями. Сначала была поставлена комедия «Мастали-шах», затем — «Гаджи кара», а вчера — «Везирь Ленкоранского ханства». Вскоре собираются сыграть комедию «Мусье Жордан». Все они написаны известным среди кавказских мусульман Мирзой Фатади Ахундовым.

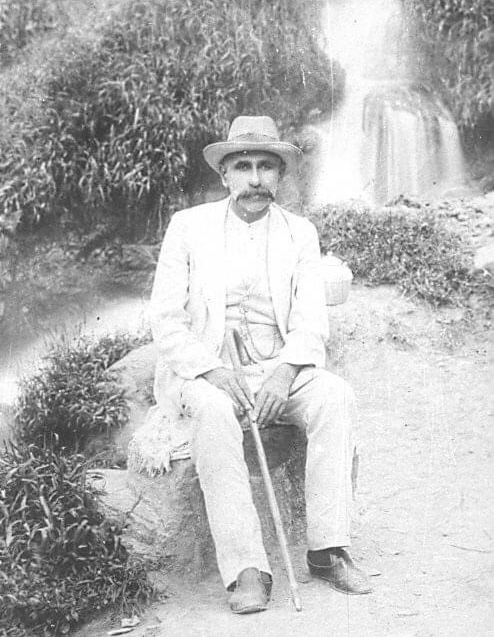
Гашим бек Везиров

Рост числа любителей театра привел к появлению молодых драматургов. В 1890-е годы активное участие в любительском кружке молодых педагогов принимает участие преподаватель родного языка в русско-татарской школе в городе Шуше Г. Везиров. В 1892 году наряду с пьесами М. Ф. Ахундова любители ставят пьесу Г. Везирова «Жениться — не воды напиться». Этот спектакль был сорван фанатично настроенными верующими, актёрам пришлось бежать через чёрный ход. Мусульманское духовенство, считавшее литературу и театр непристойным занятием, стало препятствовать проведению спектаклей. Вступившая в борьбу с реакцией, передовая интеллигенция в Шуше организовывала новые спектакли. Летом 1894 года молодыми педагогами с благотворительной целью один за другим были даны три спектакля: «Гаджи Кара», «Мусье Жордан, ботаник и дервиш, Мастали-шах, знаменитый колдун», «Медведь, победитель разбойника». В 1895 году эти же актёры осуществили, наконец, постановку Г. Везирова «Жениться — не воды напиться». Успех спектакля отмечался в газете «Тарджумен»:
 Из Шуши ссобщают, что 27 августа молодежь города с благотворительной целью показала спектакль. Была с успехом сыграна комедия Г. Б. Везирова «Жениться — не воды напиться»; сбор спектакля — 500 рублей был передан в реальную школу. Князь Гасан хан премировал автора комедии серебряной посудой; молодежь же подарила ему дорогую чернильницу.

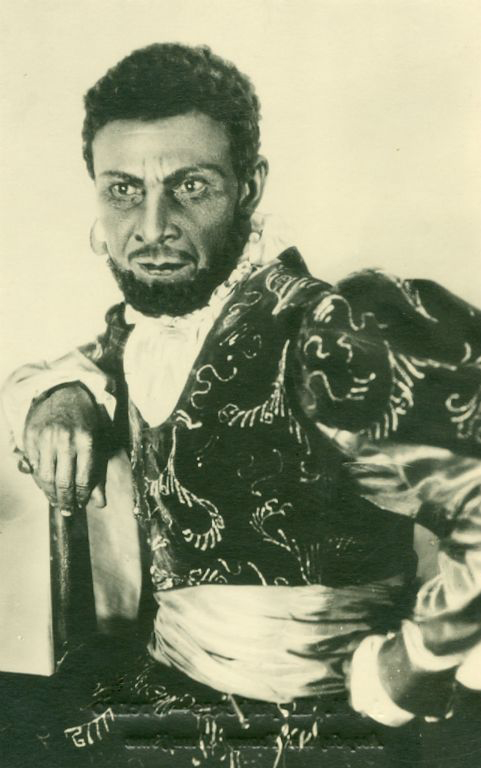
Аббас-Мирза Шарифзаде в роли Отелло.

В 1896 году в Шуше была сыграна новая трагедия А. Ахвердова «Разоренное гнездо». Режиссёром спектакля был сам автор пьесы. В 1904 году любители осуществили постановку «Отелло» У. Шекспира. Переводчиком трагедии и исполнителем роли Отелло был Г. Везиров. В московской газете «Новости дня» об этом спектакле было написано: 
 Спектакль так сильно подействовал на зрителей, что в сцене смерти Дездемоны они не смогли сдержать слез. Как только закончился спектакль, зрители поспешили приобрести перевод пьесы «Отелло». В антракте зрители горячо приветствовали переводчика пьесы, выразив ему глубокое признание.
К концу XIX века спектакли на азербайджанском языке ставились в провинциальных городах — Нухе, Гяндже, Шемахе, Нахичевани и других. Организаторами театральных постановок являлись последователи ахундовской школы драматургии Наджаф-бек и Гашим-бек Везировы, Нариман Нариманов, Абдуррагим-бек Ахвердов, Джалил Мамедкулизаде, Сулейман Сани Ахундов.

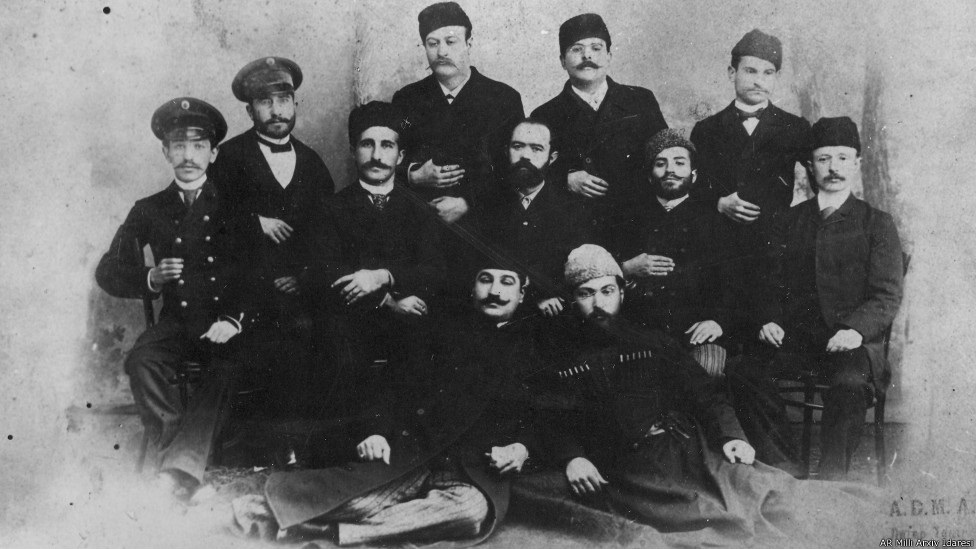
Театральная труппа под руководством Габиб-бека Махмудбекова, 1898 г.

В 1888 году в Баку Габиб-беком Махмудбековым при активном участии С. М. Ганизаде и Н. Нариманова была создана театральная труппа. В 1897 году был сформирован первый профессиональный коллектив — «Мусульманская драматическая труппа».
Репертуар азербайджанского дореволюционного театра составлялся из произведений азербайджанских драматургов (М. Ф. Ахундова, Н. и Г. Везировых, Н. Нариманова, А. Ахвердова, Д. Мамедкулизаде и др.), а также русских (Н. В. Гоголь, И. С. Тургенев, Л. Н. Толстой) и западноевропейских классиков (У. Шекспир, Шиллер, Ж. Б. Мольер). С первых же лет своего возникновения азербайджанский театр стал центром распространения идей просвещения и демократии. В пьесах «Горе Фахреддина», «Из-под дождя, да в ливень» Н. Везирова, «Разорённое гнездо», «Несчастный юноша», «Ага Мухаммед-шах Каджар», «Волшебница пери» («Пери Джаду») А. Ахвердова, «Невежество» и «Надир-шах» Н. Нариманова разоблачались нравы феодального общества, гнёт и деспотизм помещичье-капиталистического строя, мракобесие и религиозный фанатизм.
Под влиянием русской революции 1905—1907 гг. возникают новые театральные труппы, т. н. «товарищества». В нефтедобывающих районах наряду с драматическими кружками создаётся специальная труппа при рабочей газете «Текамюль» под названием «Гамийет» для обслуживания рабочих зрителей. Спектакли труппы давались в салоне «Гранвио» торгового пассажа.
К началу XX века труппы азербайджанских актёров не только выступали в театрах различных городов Кавказа, но и выезжали на гастроли в центральные губернии России, а также в Среднюю Азию, где пользовались большим успехом и оказали влияние на становление местного театра принимали участие в культурной жизни Ирана.
В 1908 году при благотворительном обществе «Ниджат» была создана единая драматическая труппа, объединяющая таких профессиональных актёров, как Г. Араблинский, С. Рухулла, А. Вели. Труппа располагала своим помещением, гардеробом, реквизитом. Кроме этого, труппа давала представления в театре Тагиева и в рабочих районах. Значительными событиями в истории азербайджанского театра были спектакли «Ага Мухаммед-шах Каджар» А. Ахвердова (1907), «Кузнец Гаве» Ш. Сами (1908), «Разбойники» (1907); «Мертвецы» Д. Мамедкулизаде (1916), «Отелло» (1910), в которых прославился выдающийся актёр и режиссёр Г. Араблинский, искусство которого было проникнуто революционно-романтическим пафосом.
В это время в репертуар азербайджанского театра вошли пьесы «Гавейи ахенгар» (Ш. Сами), «Беженцы» (Шиллер), «Аль-Мансур» (Г. Гейне), «Отелло» (У. Шекспир), «Врач поневоле» (Ж. Б. Мольер), «Ревизор», «Женитьба» (Н. В. Гоголь), «Первый винодел» (Л. Н. Толстой) и др.
В 1919 году был создан Азербайджанский государственный театр.

### Развитие азербайджанского театра в советский период
После установления советской власти в Азербайджане все театры были национализированы, а их репертуар стал строго контролироваться властями. Правительство объединило разрозненые труппы, зачислило актёров на государственную службу. Благодаря стабильной финансовой поддержке государства национальный театр получает своё дальнейшее развитие. В 1920 году создается Объединённый государственный театр, включавший азербайджанскую, русскую, армянскую драматические и оперные труппы. В 1922 году драматическая азербайджанская труппа театра была преобразована в академический драматический театр. В 1920 году создается русский сатир-агиттеатр, преобразованный в 1923 году в Бакинский рабочий театр. В театре ставились миниатюры, обозрения, пародия на злободневные общественно-политические и бытовые темы. Наряду с этим, в репертуар включались инсценировки произведений классической литературы («Шинель» по Н. В. Гоголю, «Домик в Коломне», «Сказка о попе и работнике его Балде» по А. С. Пушкину, «Великий инквизитор» по Ф. М. Достоевскому, «Маска», «Аптекарша» по Чехову и др.).
В 1921 году организован азербайджанский сатир-агиттеатр, на базе которого создается в 1925 году создан Бакинский азербайджанский рабоче-крестьянский театр, преобразованный в 1927 году в Бакинский тюркский рабочий театр. В 1928—1930 годах организован Азербайджанский театр юного зрителя им. М. Горького, а в 1938 году Азербайджанский театр музыкальной комедии.
В 1922 году на основе труппы Тифлисского азербайджанского театра был создан Тифлисский азербайджанский драматический театр имени М. Ф. Ахундова, просуществовавший до 1947 года. В 1928 году азербайджанский театр был организован в Эривани — это был первый театр другого народа на территории Армении.

## Музыкальный театр

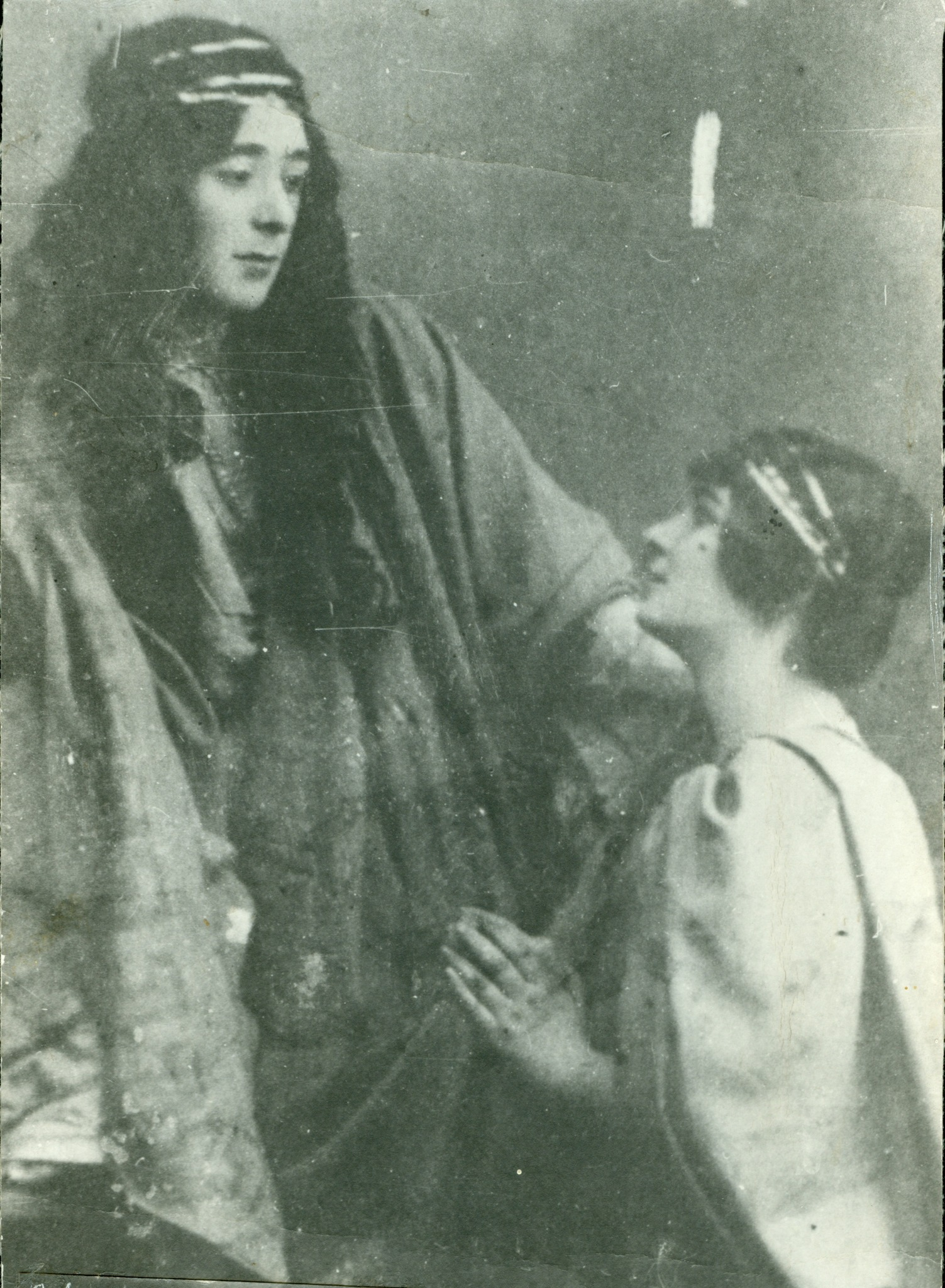
Ахмед Агдамский в роли Лейли. Опера «Лейли и Меджнун»

Популярность театра в народе и развитие азербайджанских народных инструментов способствовали формированию новой формы театрального искусства — музыкального театра. В 1897—1898 годах в Шуше и 1901—1902 годах в Баку были показаны одноактные сценические картины по поэмам «Лейли и Меджнун» Физули и «Фархад и Ширин» Навои. 12 января 1908 года в Баку была поставлена первая национальной опера У. Гаджибекова «Лейли и Меджнун». С этой даты берет своё начало история азербайджанского профессионального музыкального театра. Первоначально репертуар азербайджанского музыкального театра состоял из произведений У. Гаджибекова, создавшего в 1908—1913 годах оперы «Лейли и Меджнун», «Шейх Санан», «Рустам и Зохраб», «Шах Аббас и Хуршид Бану», а также музыкальные комедии «Муж и жена», «Не та, так эта», «Аршин мал алан». Вскоре репертуар музыкального театра обогатился произведениями Зульфугара Гаджибекова (опера «Ашик Гариб» и музыкальные комедии «Пятидесятилетний юноша», «Женатый холостяк»), оперой «Шах Исмаил» М. Магомаева, музыкальными комедиями «Молла Джаби» и «Вур-а-вур» М. М. Кязимовского, оперой «Сейфульмюльк» М. Амирова и др.

## Современное положение
В декабре 2004 года Президент Азербайджана Ильхам Алиев издал указ о создании театра в селе Алибейли, где в основном живут грузины-ингилойцы. Театр был создан на базе Народного театра имени Ильи Чавчавадзе при сельском доме культуры, который функционирует в селе с 1985 года.
В 2008 году по распоряжению президента Азербайджанской Республики, а также распоряжению председателя Верховного Меджлиса Нахичеванской АР был проведен 125-летний юбилей Нахичеванского музыкального драматического театра.
В 2012 году Шекинский драматический театр со спектаклем Жана Батиста Мольера «Одураченный муж» принял участие на Театральном фестивале тюркоязычных народов в городе Конья в Турции, где был удостоен двух специальных наград.
10 марта отмечается Национальный день театра. В первый раз был отмечен 10 марта 2013 года согласно распоряжению президента Азербайджана. На 2014 год в Азербайджане действует 26 государственных театров.
Симфонический оркестр Азербайджанского театра оперы и балета с 2008 года по приглашению принимает участие в фестивале «Гут Имлинг» оперного искусства в Германии.
В 2010—2013 годах в Азербайджанском государственном музыкальном театре была произведена реконструкция; здание было сдано после ремонта 18 апреля 2013 года.
Гянджинский государственный драматический театр в сентябре 2012 года участвовал в V Международном театральном фестивале, в городе Уфа в Башкортостане, со спектаклем «Месье Жордан и Дервиш Мастали Шах» Мирзы Фатали Ахундзаде.
В 2019 году Азербайджанскому государственному музыкальному и Азербайджанскому государственному русскому драматическому театрам по распоряжению Президента Азербайджанской Республики был присвоен статус академического.

## Фестивали

### Шекинский театральный фестиваль
I фестиваль был проведён с 10 по 19 сентября 2014 года. В фестивале приняли участие Калмыцкий государственный драматический театр, Казахский государственный академический театр для детей и юношества имени Г. Мусрепова, 12 театров Азербайджана. Организована выставка Азербайджанского государственного музея театра. Азербайджанской государственной художественной галереей представлена экспозиция работ театральных художников  19 сентября проведён вечер, посвящённый Лютфали Абдуллаеву.
II фестиваль прошёл с 15 по 24 сентября 2016 года. В фестивале приняли участие театральные труппы из Турции, России, Грузии, Ирана, Украины, ОАЭ.
III фестиваль прошёл с 12 по 19 мая 2018 года. В фестивале приняли участие «Acto Teatro» (Колумбия) со спектаклем «Простодушная Эрендира»  по пьесе Маркеса, театр «La Kvinta» («Божество семи цветов»), городской театр Бендер-Аббаса («Макбет» У. Шекспира), театр «Muğun-Hünər» («Волк», М. Мехдаби) (Иран), театр «Movement» (Грузия) («Буря» У. Шекспира), Казанский независимый театр (хореографический спектакль «Алиф»), Северо-Осетинский государственный академический театр имени В. В. Тхапсаева («В стране чудес») (Россия), а также 19 театральных коллективов Азербайджана. На фестивале была представлена выставка, посвящённая истории азербайджанского театра.
IV Шекинский международный театральный фестиваль проходит с 1 по 5 декабря 2024 года. В фестивале принимают участие театральные труппы Казахстана, Ирана, Узбекистана. Азербайджанский государственный академический музыкальный театр 2 декабря представил спектакль «Пять жен Моллы Насреддина» по пьесе узбекского драматурга Ибрагима Садыкова. Шекинский государственный драматический театр представил спектакль «Много шума из ничего» (У. Шекспир). Также в фестивале принимает участие Гянджинский государственный драматический театр.